# Tennis Borussia Berlin 1979-1980
Questa voce raccoglie le informazioni riguardanti il Tennis Borussia Berlino nelle competizioni ufficiali della stagione 1979-1980.

## Stagione
Nella stagione 1979-1980 il Tennis Borussia Berlino, allenato da Reinhard Roder, Peter Eggert e Paul Böhm, concluse il campionato di 2. Bundesliga al 13º posto. In Coppa di Germania il Tennis Borussia Berlino fu eliminato al primo turno dal Viktoria Colonia.

## Rosa
| N. |                         | Ruolo | Calciatore               |
| -- | ----------------------- | ----- | ------------------------ |
|    | Germania (bandiera)     | P     | Peter Endrulat           |
|    | Germania (bandiera)     | P     | Thomas Vogt              |
|    | Germania (bandiera)     | D     | Frank Hanisch            |
|    | Germania (bandiera)     | D     | Klaus-Peter Hanisch      |
|    | RD del Congo (bandiera) | D     | Florent Ibengé           |
|    | Serbia (bandiera)       | D     | Momir Karadžić           |
|    | Germania (bandiera)     | D     | Manfred Krüger           |
|    | Germania (bandiera)     | D     | Frank-Michael Marczewski |
|    | Germania (bandiera)     | D     | Peter Schultz            |
|    | Germania (bandiera)     | D     | Jochem Ziegert           |
|    | Germania (bandiera)     | C     | Alfred Arbinger          |
|    | Germania (bandiera)     | C     | Andreas Hinze            |

| N. |                     | Ruolo | Calciatore           |
| -- | ------------------- | ----- | -------------------- |
|    | Germania (bandiera) | C     | Hans-Jürgen Salewski |
|    | Germania (bandiera) | C     | Peter Schmidt        |
|    | Germania (bandiera) | C     | Norbert Schmitz      |
|    | Germania (bandiera) | C     | Jürgen Schulz        |
|    | Germania (bandiera) | A     | Thomas Grunenberg    |
|    | Germania (bandiera) | A     | Nikolaos Lazaridis   |
|    | Germania (bandiera) | A     | Ralf Nettelbeck      |
|    | Germania (bandiera) | A     | Jürgen Schäfer       |
|    | Germania (bandiera) | A     | Wolfgang Schilling   |
|    | Germania (bandiera) | A     | Norbert Stolzenburg  |
|    | Germania (bandiera) | A     | Peter Vogel          |

## Organigramma societario
Area tecnica
- Allenatore: Paul Böhm, Fritz Schollmeyer
- Allenatore in seconda:
- Preparatore dei portieri:
- Preparatori atletici:

## Calciomercato

### Sessione estiva
| Acquisti | Acquisti       | Acquisti | Acquisti |
| R.       | Nome           | da       | Modalità |
| -------- | -------------- | -------- | -------- |
| D        | Momir Karadžić | Liria    |          |

| Cessioni | Cessioni         | Cessioni         | Cessioni |
| R.       | Nome             | a                | Modalità |
| -------- | ---------------- | ---------------- | -------- |
| D        | Reinhard Schmitz | Viktoria Colonia |          |
| P        | Gerhard Welz     | Stoccarda        |          |

### Sessione invernale
| Acquisti | Acquisti             | Acquisti               | Acquisti |
| R.       | Nome                 | da                     | Modalità |
| -------- | -------------------- | ---------------------- | -------- |
| C        | Hans-Jürgen Salewski | Eintracht Braunschweig |          |

| Cessioni | Cessioni          | Cessioni       | Cessioni |
| R.       | Nome              | a              | Modalità |
| -------- | ----------------- | -------------- | -------- |
| D        | Hans-Jürgen Baake | Hertha Berlino |          |
| C        | Allan Hansen      | Odense         |          |
| C        | Dieter Hochheimer | Osnabrück      |          |

## Risultati

### 2. Bundesliga

#### Girone di andata
| Arbitro: | Malbranc |

|                            |           |                                          |
| Jochimiak 35’ Ernemann 40’ | Marcatori | 62’ Marczewski 83’ Schmitz 84’ Schilling |

| Arbitro: | Uhlig |

|                                 |           |                          |
| Grunenberg 5’, 23’ Arbinger 39’ | Marcatori | 11’ Bebensee 58’ Bentrup |

| Arbitro: | Risse |

|                           |           |              |
| Diekmann 5’, 55’ Hupe 67’ | Marcatori | 15’ Karadžić |

| Arbitro: | Nolte |

|                                |           |                           |
| Stolzenburg 24’ Hochheimer 84’ | Marcatori | 23’, 62’ Mauthe 65’ Leske |

| Arbitro: | Hennig |

|                                               |           |           |
| Graul 9’ Köstner 62’ Sackewitz 66’ Schock 71’ | Marcatori | 74’ Vogel |

| Arbitro: | Waltert |

|                                            |           |  |
| Stolzenburg 5’ Arbinger 56’ Grunenberg 64’ | Marcatori |  |

| Arbitro: | Milkert |

|                                               |           |                        |
| Olaidotter 54’ (rig.) Feilzer 58’ Lehmann 64’ | Marcatori | 53’ Hanisch 63’ Hansen |

| Arbitro: | Zittrich |

|                     |           |                                         |
| Grunenberg 57’, 84’ | Marcatori | 35’ Kaminsky 68’, 90’ Herget 73’ Sekula |

| Arbitro: | Heitmann |

|                                                                          |           |                      |
| Ziegert 9’ Schilling 26’, 87’ (rig.) Stolzenburg 41’ Hochheimer 45’, 75’ | Marcatori | 59’ (rig.) Nabrotzki |

| Arbitro: | Glasneck |

|           |           |                                |
| Mense 64’ | Marcatori | 65’ Stolzenburg 81’ Grunenberg |

| Arbitro: | Pauly |

|                 |           |                          |
| Stolzenburg 43’ | Marcatori | 29’ Hayduk 82’ Kinkeldey |

| Arbitro: | Burgers |

|                                                                         |           |             |
| Karadžić 2’ (aut.) Seiler 51’ Petković 56’ (rig.) Wolf 68’ Holtkamp 86’ | Marcatori | 29’ Ziegert |

| Arbitro: | Osmers |

|                 |           |          |
| Stolzenburg 15’ | Marcatori | 65’ Mall |

| Arbitro: | Vordanz |

|                  |           |  |
| Mödrath 25’, 44’ | Marcatori |  |

| Arbitro: | Kohnen |

|               |           |               |
| Schilling 81’ | Marcatori | 58’ Tinnefeld |

| Arbitro: | Barnick |

|                              |           |                             |
| Heddinghaus 15’ Wehmeier 26’ | Marcatori | 64’ Schmitz 66’ Stolzenburg |

| Arbitro: | Risse |

|                 |           |          |
| Stolzenburg 52’ | Marcatori | 65’ Amiq |

| Arbitro: | Wichmann |

|             |           |                     |
| Poesger 84’ | Marcatori | 41’ (aut.) Rischker |

| Arbitro: | Kautschor |

|                      |           |  |
| Stolzenburg 24’, 60’ | Marcatori |  |

#### Girone di ritorno
| Arbitro: | Wuttke |

|  |           |                       |
|  | Marcatori | 48’ Stelzer 76’ Jordt |

| Arbitro: | Fiene |

|  |           |                             |
|  | Marcatori | 30’ Ziegert 82’ Stolzenburg |

| Arbitro: | Mölm |

|                 |           |                     |
| Stolzenburg 79’ | Marcatori | 42’ Seegler 51’ Elm |

| Arbitro: | Schön |

|           |           |                |
| Rothe 44’ | Marcatori | 24’ Grunenberg |

| Arbitro: | Niemann |

|              |           |                              |
| Karadžić 11’ | Marcatori | 20’ Sackewitz 55’ Pagelsdorf |

| Arbitro: | Fiene |

|             |           |                      |
| Bertrams 8’ | Marcatori | 14’, 90’ Stolzenburg |

| Arbitro: | Kespohl |

|                 |           |           |
| Stolzenburg 55’ | Marcatori | 45’ Gerth |

| Arbitro: | Wahmann |

|                                  |           |                                    |
| Karadžić 39’ (aut.) Kaminsky 75’ | Marcatori | 12’ Schilling 33’, 44’ Stolzenburg |

| Arbitro: | Malbranc |

|                                    |           |  |
| Skandera 21’ Halbe 68’, 78’ (rig.) | Marcatori |  |

| Arbitro: | Heitmann |

|  |           |                                  |
|  | Marcatori | 75’ Schütte 80’ Lander 83’ Mense |

| Arbitro: | Teichert |

|            |           |  |
| Mrosko 72’ | Marcatori |  |

| Arbitro: | Redelfs |

|                                |           |             |
| Stolzenburg 29’ Marczewski 89’ | Marcatori | 54’ Bergter |

| Arbitro: | Gathmann |

|                                        |           |              |
| Joachimsmeier 28’ Lüttges 48’ Mall 81’ | Marcatori | 75’ Salewski |

| Arbitro: | Lins |

|                                |           |                  |
| Grunenberg 49’ Stolzenburg 53’ | Marcatori | 40’ Lütkebohmert |

| Arbitro: | Eschweiler |

|                                      |           |                      |
| Hammes 2’, 79’ Kunkel 30’ Patzke 77’ | Marcatori | 11’, 37’ Stolzenburg |

| Arbitro: | Eggers |

|                          |           |  |
| Stolzenburg 7’, 84’, 90’ | Marcatori |  |

| Bremerhaven 18 maggio 1980 36ª giornata | Bremerhaven | 0 – 0 referto | TeBe Berlino | Nordsee-Stadion (2 800 spett.)\| Arbitro: \| Vordanz \| |
| Arbitro:                                | Vordanz     |               |              |                                                         |

| Berlino 24 maggio 1980 37ª giornata | TeBe Berlino | 0 – 0 referto | OSV Hannover | Stadio Olimpico (800 spett.)\| Arbitro: \| Risse \| |
| Arbitro:                            | Risse        |               |              |                                                     |

| Arbitro: | Niemann |

|  |           |               |
|  | Marcatori | 7’ Grunenberg |

### Coppa di Germania
| Arbitro: | Schnetgöke |

|              |           |  |
| Großmann 83’ | Marcatori |  |

## Statistiche

### Statistiche di squadra
| Competizione      | Punti | In casa | In casa | In casa | In casa | In casa | In casa | In trasferta | In trasferta | In trasferta | In trasferta | In trasferta | In trasferta | Totale | Totale | Totale | Totale | Totale | Totale | DR |
| Competizione      | Punti | G       | V       | N       | P       | Gf      | Gs      | G            | V            | N            | P            | Gf           | Gs           | G      | V      | N      | P      | Gf     | Gs     | DR |
| ----------------- | ----- | ------- | ------- | ------- | ------- | ------- | ------- | ------------ | ------------ | ------------ | ------------ | ------------ | ------------ | ------ | ------ | ------ | ------ | ------ | ------ | -- |
| 2. Bundesliga     | 35    | 19      | 7       | 5       | 7       | 32      | 27      | 19           | 6            | 4            | 9            | 25           | 38           | 38     | 13     | 9      | 16     | 57     | 65     | -8 |
| Coppa di Germania | -     | 0       | 0       | 0       | 0       | 0       | 0       | 1            | 0            | 0            | 1            | 0            | 1            | 1      | 0      | 0      | 1      | 0      | 1      | -1 |
| Totale            | 35    | 19      | 7       | 5       | 7       | 32      | 27      | 20           | 6            | 4            | 10           | 25           | 39           | 39     | 13     | 9      | 17     | 57     | 66     | -9 |

### Andamento in campionato
| Giornata  | 1 | 2 | 3 | 4  | 5  | 6  | 7  | 8  | 9  | 10 | 11 | 12 | 13 | 14 | 15 | 16 | 17 | 18 | 19 | 20 | 21 | 22 | 23 | 24 | 25 | 26 | 27 | 28 | 29 | 30 | 31 | 32 | 33 | 34 | 35 | 36 | 37 | 38 |
| --------- | - | - | - | -- | -- | -- | -- | -- | -- | -- | -- | -- | -- | -- | -- | -- | -- | -- | -- | -- | -- | -- | -- | -- | -- | -- | -- | -- | -- | -- | -- | -- | -- | -- | -- | -- | -- | -- |
| Luogo     | T | C | T | C  | T  | C  | T  | C  | C  | T  | C  | T  | C  | T  | C  | T  | C  | T  | C  | C  | T  | C  | T  | C  | T  | C  | T  | T  | C  | T  | C  | T  | C  | T  | C  | T  | C  | T  |
| Risultato | V | V | P | P  | P  | V  | P  | P  | V  | V  | P  | P  | N  | P  | N  | N  | N  | N  | V  | P  | V  | P  | N  | P  | V  | N  | V  | P  | P  | P  | V  | P  | V  | P  | V  | N  | N  | V  |
| Posizione | 4 | 5 | 9 | 11 | 15 | 12 | 14 | 16 | 14 | 10 | 12 | 14 | 14 | 14 | 14 | 13 | 15 | 14 | 14 | 14 | 14 | 15 | 14 | 15 | 14 | 14 | 13 | 14 | 14 | 14 | 12 | 15 | 15 | 15 | 13 | 13 | 13 | 13 |

Legenda:

Luogo: C = Casa; T = Trasferta. Risultato: V = Vittoria; N = Pareggio; P = Sconfitta.

### Statistiche dei giocatori
| Giocatore      | 2. Bundesliga | 2. Bundesliga | 2. Bundesliga | 2. Bundesliga | Coppa di Germania | Coppa di Germania | Coppa di Germania | Coppa di Germania | Totale   | Totale | Totale      | Totale     |
| Giocatore      | Presenze      | Reti          | Ammonizioni   | Espulsioni    | Presenze          | Reti              | Ammonizioni       | Espulsioni        | Presenze | Reti   | Ammonizioni | Espulsioni |
| -------------- | ------------- | ------------- | ------------- | ------------- | ----------------- | ----------------- | ----------------- | ----------------- | -------- | ------ | ----------- | ---------- |
| A. Arbinger    | 15            | 2             | 1             | 0             | 1                 | 0                 | 0                 | 0                 | 16       | 2      | 1           | 0          |
| P. Endrulat    | 38            | 0             | 1             | 0             | 1                 | 0                 | 0                 | 0                 | 39       | 0      | 1           | 0          |
| T. Grunenberg  | 33            | 9             | 6             | 0             | 1                 | 0                 | 0                 | 0                 | 34       | 9      | 6           | 0          |
| F. Hanisch     | 30            | 1             | 1             | 0             | 0                 | 0                 | 0                 | 0                 | 30       | 1      | 1           | 0          |
| K. Hanisch     | 14            | 0             | 1             | 0             | 1                 | 0                 | 1                 | 0                 | 15       | 0      | 2           | 0          |
| A. Hansen      | 7             | 1             | 0             | 0             | 1                 | 0                 | 0                 | 0                 | 8        | 1      | 0           | 0          |
| A. Hinze       | 2             | 0             | 0             | 0             | 0                 | 0                 | 0                 | 0                 | 2        | 0      | 0           | 0          |
| D. Hochheimer  | 16            | 3             | 2             | 0             | 1                 | 0                 | 0                 | 0                 | 17       | 3      | 2           | 0          |
| F. Ibengé      | 0             | 0             | 0             | 0             | 0                 | 0                 | 0                 | 0                 | 0        | 0      | 0           | 0          |
| M. Karadžić    | 36            | 2             | 1             | 0             | 0                 | 0                 | 0                 | 0                 | 36       | 2      | 1           | 0          |
| M. Krüger      | 5             | 0             | 1             | 0             | 0                 | 0                 | 0                 | 0                 | 5        | 0      | 1           | 0          |
| N. Lazaridis   | 3             | 0             | 0             | 0             | 0                 | 0                 | 0                 | 0                 | 3        | 0      | 0           | 0          |
| F. Marczewski  | 29            | 2             | 2             | 0             | 1                 | 0                 | 0                 | 1                 | 30       | 2      | 2           | 1          |
| R. Nettelbeck  | 1             | 0             | 0             | 0             | 0                 | 0                 | 0                 | 0                 | 1        | 0      | 0           | 0          |
| H. Salewski    | 18            | 1             | 4             | 0             | 0                 | 0                 | 0                 | 0                 | 18       | 1      | 4           | 0          |
| W. Schilling   | 35            | 5             | 4             | 0             | 0                 | 0                 | 0                 | 0                 | 35       | 5      | 4           | 0          |
| P. Schmidt     | 2             | 0             | 0             | 0             | 0                 | 0                 | 0                 | 0                 | 2        | 0      | 0           | 0          |
| N. Schmitz     | 24            | 2             | 1             | 0             | 1                 | 0                 | 0                 | 0                 | 25       | 2      | 1           | 0          |
| P. Schultz     | 1             | 0             | 0             | 0             | 0                 | 0                 | 0                 | 0                 | 1        | 0      | 0           | 0          |
| J. Schulz      | 34            | 0             | 3             | 0             | 1                 | 0                 | 0                 | 0                 | 35       | 0      | 3           | 0          |
| J. Schäfer     | 6             | 0             | 0             | 0             | 0                 | 0                 | 0                 | 0                 | 6        | 0      | 0           | 0          |
| N. Stolzenburg | 33            | 24            | 2             | 1             | 1                 | 0                 | 0                 | 0                 | 34       | 24     | 2           | 1          |
| P. Vogel       | 33            | 1             | 0             | 0             | 1                 | 0                 | 0                 | 0                 | 34       | 1      | 0           | 0          |
| T. Vogt        | 1             | 0             | 0             | 0             | 0                 | 0                 | 0                 | 0                 | 1        | 0      | 0           | 0          |
| J. Ziegert     | 34            | 3             | 6             | 0             | 0                 | 0                 | 0                 | 0                 | 34       | 3      | 6           | 0          |